# Frolovo
Frolovo (rusky Фролово) je město ve Volgogradské oblasti v Ruské federaci. Při sčítání lidu v roce 2010 mělo bezmála čtyřicet tisíc obyvatel.

## Poloha a doprava
Frolovo leží ve stepi na Arčedě, levostranném přítoku Medvedici v povodí Donu. Od Volgogradu, správního střediska oblasti, je vzdáleno přibližně 150 kilometrů severozápadně. Bližší větší město je Michajlovka přibližně čtyřicet kilometrů severozápadně od Frolova.
Z jihozápadu město míjí dálnice R22 přicházející z Moskvy přes Tambov a Michajlovku a pokračující přes Volgograd do Astrachaně.

## Dějiny
Od roku 1859 je zde známa kozácká vesnice Chutor Frolovskij (Хутор Фроловский). V sedmdesátých letech osmnáctého století dochází ke stavbě železniční trati z Grjazi přes Povorino do Caricynu a u zdejší železniční stanice vzniká staniční osídlení Lyžinskij (Лыжинский).
V roce 1928 se Lyžinskij stává střediskem Frolovského rajónu. Následně je v roce 1936 obec povýšena na město s jménem Frolovo.
Za druhé světové války bylo Frolovo coby železniční uzel značně poničeno nálety Luftwaffe, které se zejména mezi červencem 1942 a lednem 1943 snažily poškodit zásobování Rudé armády bojující o Stalingrad.

### Rodáci
- Ivan Platonovič Losev (1878–1963), chemik
- Zinaida Vissarionovna Jermoljevová (1898–1974), mikrobioložka